# 근사 이론
근사 이론(approximation theory), 근사화 이론, 근사법은 수학에서 어떻게 함수를 더 간단한 함수로 가장 잘 근사할 수 있는지, 그리고 그로 인해 발생하는 오차를 정량적으로 특성화하는 것과 관련이 있다. 가장 좋고 단순하다는 것이 무엇을 의미하는지는 응용 분야에 따라 다르다.
밀접하게 관련된 주제는 일반화된 푸리에 급수에 의한 함수의 근사, 즉 직교 다항식에 기초한 일련의 항의 합에 기초한 근사이다.
특히 관심을 끄는 문제 중 하나는 컴퓨터나 계산기에서 수행할 수 있는 연산(예: 덧셈 및 곱셈)을 사용하여 컴퓨터 수학 라이브러리의 함수를 근사화하여 결과가 실제 함수에 최대한 가깝도록 하는 것이다. 이는 일반적으로 다항식 또는 유리수(다항식의 비율) 근사를 사용하여 수행된다.
목표는 일반적으로 기본 컴퓨터의 부동 소수점 연산에 가까운 정확도로 실제 함수에 최대한 가까운 근사치를 만드는 것이다. 이는 높은 차수의 다항식을 사용하거나 다항식이 함수에 근접해야 하는 영역을 좁힘으로써 달성된다. 근사화되는 함수에 대한 다양한 덧셈 또는 스케일링 공식을 사용하여 영역을 좁힐 수 있는 경우가 많다. 현대 수학 라이브러리는 종종 영역을 여러 개의 작은 세그먼트로 줄이고 각 세그먼트에 대해 낮은 차수의 다항식을 사용한다.

## 같이 보기
- 추정 이론
- 푸리에 급수
- 정규 직교 기저
- 파데 근사
- 샤우데르 기저
- 칼만 필터